# Rasuna Said
Hajjah Rangkayo Rasuna Said (14 septembre 1910 – 2 novembre 1965) est une femme politique indonésienne d'ethnie Minangkabau qui a joué un rôle dans la lutte pour l'indépendance du pays.

## Biographie
Elle est née dans la province de Sumatra occidental, dans le Kabupaten d'Agam, près du lac Maninjau.
Rasuna Said a milité dans le Sarekat Rakyat (Union du Peuple) et plus tard est devenue membre du Persatuan Muslim Indonesia, l'union des musulmans d'Indonésie. Elle a été emprisonnée par les Néerlandais en 1932 à Semarang, à Java central. Après la proclamation de l'indépendance de l'Indonésie d'août 1945, elle est devenue membre du conseil représentatif de Sumatra (Dewan Perwakilan Sumatra). En 1959 elle a été nommée au Conseil consultatif national indonésien (Dewan Pertimbangan Agung), poste qu'elle a occupé jusqu'à sa mort à Jakarta en 1965.
Comme la fameuse Kartini, Rasuna Said a combattu pour l'égalité entre les hommes et les femmes. Elle a été nommée Héros national d'Indonésie (Pahlawan Nasional) par le président Suharto en 1974. Son nom a été donné à une des avenues principales de Jakarta, Jalan H. R. Rasuna Said, qui va de Menteng à Jakarta-Centre jusqu'aux quartiers commerçants de Kuningan et Mampang Prapatan (en) à Jakarta-Sud.
Rasuna Said est enterrée au cimetière des héros de Kalibata (en) à Jakarta-Sud.